# Toshio Tanaka
Toshio Tanaka (Hokkaido; 24 de febrero de 1935-6 de febrero de 1998) fue un jugador profesional de tenis de mesa japonés, ganador del Campeonato Mundial de Tenis de Mesa de 1955 y 1957, celebrados en Utrecht y Estocolmo, respectivamente. 
En 1997, Tanaka fue incluido en el Salón de la Fama del Tenis de Mesa.